# Dommartemont
Dommartemont ist eine französische Gemeinde mit 567 Einwohnern (Stand 1. Januar 2022) im Département Meurthe-et-Moselle in der Region Grand Est (bis 2015 Lothringen). Sie gehört zum Arrondissement Nancy und zum Kanton Saint-Max.

## Geographie
Die Gemeinde liegt im Ballungsraum nordöstlich von Nancy und ist über die Nachbargemeinde Saint-Max mit dem Stadtgebiet fast zusammengewachsen. Nachbargemeinden sind Eulmont im Norden, Agincourt im Nordosten, Essey-lès-Nancy im Südosten, Saint-Max im Süden und Malzéville im Westen. Dommartemont liegt auf der südlichen Abdachung des Plateaus von Malzéville.

## Geschichte
Der Name Dommartemont geht zurück auf das Lateinische „Domini Martini Mons“ – Berg des heiligen Martin – und verweist damit auf den Ortspatron Martin von Tours. Schon zu römischer Zeit wurde eine Siedlung nachgewiesen. Die erste urkundliche Erwähnung von Dommartemont ist auf das Jahr 1262 datiert. Den historischen Mittelpunkt des Ortes bildet der Brunnen, der schon seit der Ortsgründung existiert. Dommartemont war lange Zeit durch den Weinbau geprägt. Im Jahre 1719 bestand die Einwohnerschaft von Dommartemont namentlich aus Weinbauern und Landarbeitern.

## Bevölkerungsentwicklung
| Jahr      | 1962 | 1968 | 1975 | 1982 | 1990 | 1999 | 2011 | 2019 |
| Einwohner | 308  | 420  | 618  | 606  | 695  | 630  | 645  | 575  |

## Gemeindepartnerschaft
- Ensheim (Rheinhessen), Deutschland